# The First Born (film fra 1921)
The First Born er en amerikansk stumfilm fra 1921 af Colin Campbell.

## Medvirkende
- Sessue Hayakawa som Chan Wang
- Helen Jerome Eddy som Loey Tsing
- Sonny Loy som Chan Toy
- Goro Kino som Man Low Tek
- Marie Pavis som Chan Lee
- Frank M. Seki som Hop Lee
- Wilson Hummel som Kuey Lar
- Anna May Wong